# Eleccions al Parlament Europeu de 1979 (Bèlgica)
Les eleccions al Parlament Europeu de 1979 a Bèlgica van ser les eleccions celebrades el 10 de juny per a escollir als 24 eurodiputats belgues per a la I legislatura del Parlament Europeu. Les eleccions van superar el 91% de la participació, 30 punts per sobre que la mitjana de tots els estats membre de les Comunitats Europees.

## Resultats
El Partit Cristià Popular va guanyar les eleccions del col·legi neerlandès amb un 48,1% dels vots de la comunitat flamenca enfront del 20,9% del Partit Socialista Flamenc, mentre que a la comunitat francesa va guanyar el Partit Socialista amb un 27,4% dels vots mentre que el Partit Cristià Social va obtenir el 21,2%.
Per faccions europees, els membres del Partit Popular Europeu van obtenir 10 eurodiputats mentre que els partits agrupats a la Unió dels Partits Socialistes de la Comunitat Europea van aconseguir 7 escons i els partits de la Federació de Partits Liberals i Demòcrates a Europa van aconseguir 4 representants.
| Candidatura                                    | Facció europea               | Sufragis                     | Sufragis                     | Escons                           | Escons                           |
| Candidatura                                    | Facció europea               | Vots                         | %                            | Dip.                             | Dif.                             |
| Col·legi electoral francòfon                   | Col·legi electoral francòfon | Col·legi electoral francòfon | Col·legi electoral francòfon | Col·legi electoral francòfon     | Col·legi electoral francòfon     |
| ---------------------------------------------- | ---------------------------- | ---------------------------- | ---------------------------- | -------------------------------- | -------------------------------- |
| Partit Socialista (PS)                         | UPSCE                        | 575.824                      | 27,43%                       | 4                                |                                  |
| Partit Social-Cristià (PSC)                    | PPE                          | 445.912                      | 21,24%                       | 3                                |                                  |
| Front Democràtic dels Francòfons - Ral·li Való |                              | 414.603                      | 19,75%                       | 2                                |                                  |
| Partit Reformista Liberal (PRL)                | LDE                          | 372.904                      | 17,76%                       | 2                                |                                  |
| Ecolo                                          |                              | 107.833                      | 5,14%                        |                                  |                                  |
| Partit Comunista de Bèlgica                    |                              | 106.023                      | 5,05%                        |                                  |                                  |
| Llista d'Unitat de la Nova Esquerra            |                              | 22.187                       | 1,06%                        |                                  |                                  |
| Partit Liberal Való-Partit Liberal Europeu     |                              | 17.566                       | 0,84%                        |                                  |                                  |
| Partit Progressista Belga                      |                              | 9.704                        | 0,46%                        |                                  |                                  |
| Tot el Poder pels Treballadors                 |                              | 8.821                        | 0,42%                        |                                  |                                  |
| Partit Feminista Unit                          |                              | 7.273                        | 0,35%                        |                                  |                                  |
| Lliga Revolucionara de Treballadors            |                              | 6.209                        | 0,30%                        |                                  |                                  |
| Partit dels Treballadors Europeus              |                              | 4.617                        | 0,22%                        |                                  |                                  |
| Col·legi electoral flamenc                     |                              |                              |                              |                                  |                                  |
| Partit Cristià Popular (CVP)                   | PPE                          | 1.607.941                    | 48,09%                       | 7                                |                                  |
| Partit Socialista Flamenc (BSP)                | UPSCE                        | 698.889                      | 20,90%                       | 3                                |                                  |
| Partit de la Llibertat i el Progrès (PVV)      | LDE                          | 512.363                      | 15,32%                       | 2                                |                                  |
| Unió del Poble (VU)                            |                              | 324.540                      | 9,71%                        | 1                                |                                  |
| Viure de manera diferent                       |                              | 77.986                       | 2,33%                        |                                  |                                  |
| Partit Comunista de Bèlgica                    |                              | 39.773                       | 1,19%                        |                                  |                                  |
| Tot el Poder pels Treballadors                 |                              | 36.602                       | 1,09%                        |                                  |                                  |
| Partit Popular Flamenc                         |                              | 34.706                       | 1,04%                        |                                  |                                  |
| Lliga Revolucionara de Treballadors            |                              | 10.702                       | 0,32%                        |                                  |                                  |
| Vots a candidatures                            | Vots a candidatures          | 5.442.978                    | 87,61%                       | 24                               |                                  |
| Vots nuls o no vàlids                          | Vots nuls o no vàlids        | 769.753                      | 12,39%                       | Servei Públic Federal - Interior | Servei Públic Federal - Interior |
| Vots emesos                                    | Vots emesos                  | 6.212.731                    | 91,36%                       | Servei Públic Federal - Interior | Servei Públic Federal - Interior |
| Cens total                                     | Cens total                   | 6.800.584                    |                              | Servei Públic Federal - Interior | Servei Públic Federal - Interior |